# Godefridus Joseph Delen
Godefridus Joseph (Frits) Delen (Geldrop, 31 mei 1898 – Eindhoven, 5 oktober 1986) was een Nederlands politicus.
Hij werd geboren als zoon van Matheus Delen (1862-1906) en Maria Elisabeth van Dooren (1863-1931). Zijn oudere broer Adriaan Delen werd in 1936 burgemeester van  Eibergen. Zelf werd hij in 1946 benoemd tot burgemeester van Oss. Zijn burgemeesterschap eindigde in 1963 vanwege het bereiken van de pensioengerechtigde leeftijd. Delen overleed in 1986 op 88-jarige leeftijd. Hij werd begraven op begraafplaats De Roostenhof in Eindhoven. Het graf is inmiddels geruimd, maar de heer Delen is samen met zijn echtgenote herbegraven op Natuurbegraafplaats Het Schoorsveld te Heeze. 
Het Burgemeester Delenkanaal, een kanaal dat Oss verbindt met de Maas, is naar hem vernoemd.